# Phoenix Aktivpark (Beckum)
Der Aktivpark Phoenix in Beckum ist ein Naherholungsgebiet auf dem Gelände eines ehemaligen Kalksteinabbaus. Der Name leitet sich vom Zementwerk Phoenix ab, welches u. a. hier seinen Rohstoff abbaute.

## Der Phoenix Park

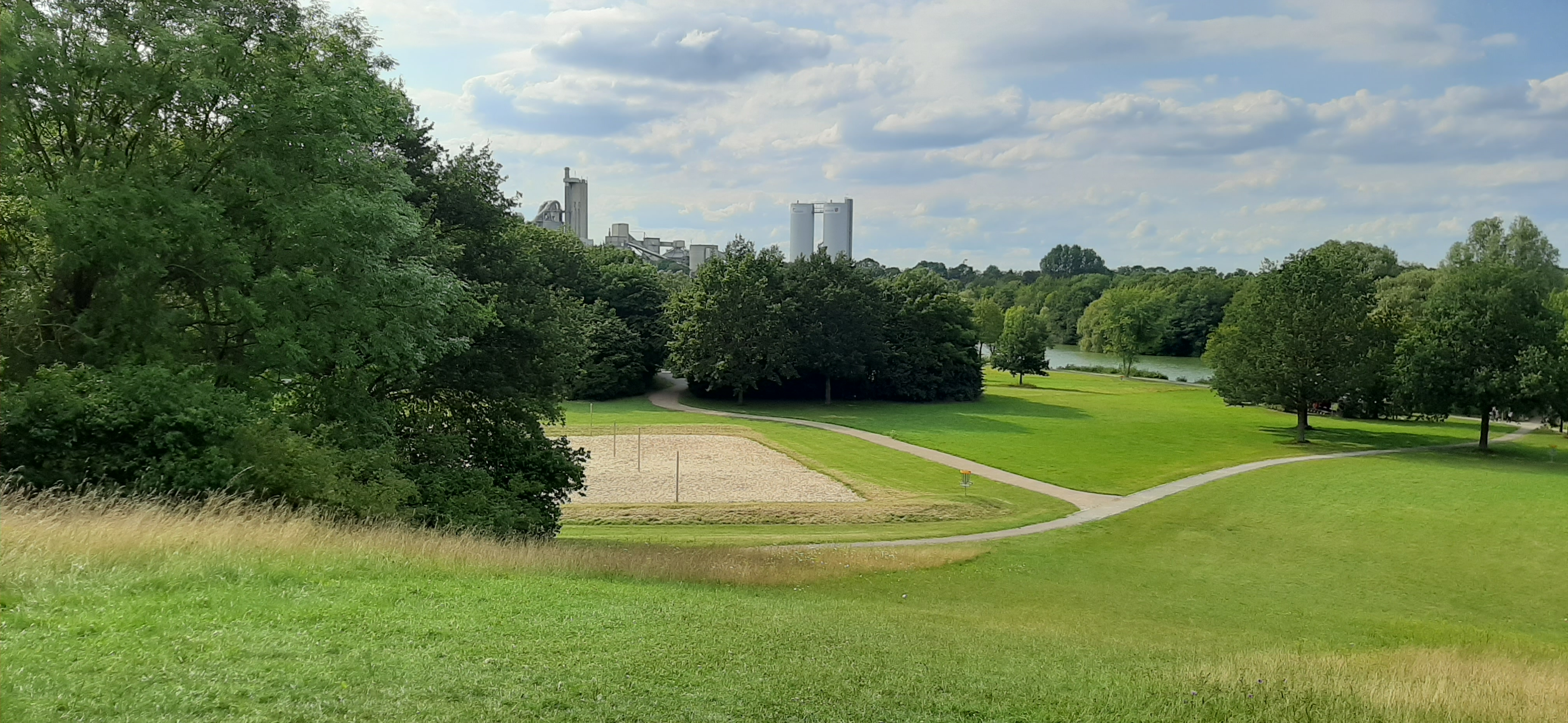
Aktivpark Phoenix, Blick auf See und Zementwerk am Kollenbach

Ab den späten 1970er Jahren wurde das Gelände durch die Stadt Beckum renaturiert und zum Erholungsgebiet ausgebaut. Es wurden Wege, Spielplätze und Sportanlagen errichtet. Einige Steilwände erinnern noch an den Kalksteinabbau und veranschaulichen die Geologie der Beckumer Berge.
Im Aktivpark Phoenix gibt es einen ca. 40.000 m² großen See mit angrenzender Biotopfläche sowie großflächige Wiesen und Waldgebiete, die größtenteils barrierefrei über Wege erschlossen sind. Der Zugang ist zu allen Zeiten möglich und kostenlos. Es gibt zwei Parkplätze an der Rheinischen Straße und am Kollenbach.
Den Phoenix Park durchqueren der Weitwanderweg X23 und die „Zementroute“ – ein ca. 27 km langer Themenradweg rund um Beckum.

## Aktivitäten und Einrichtungen

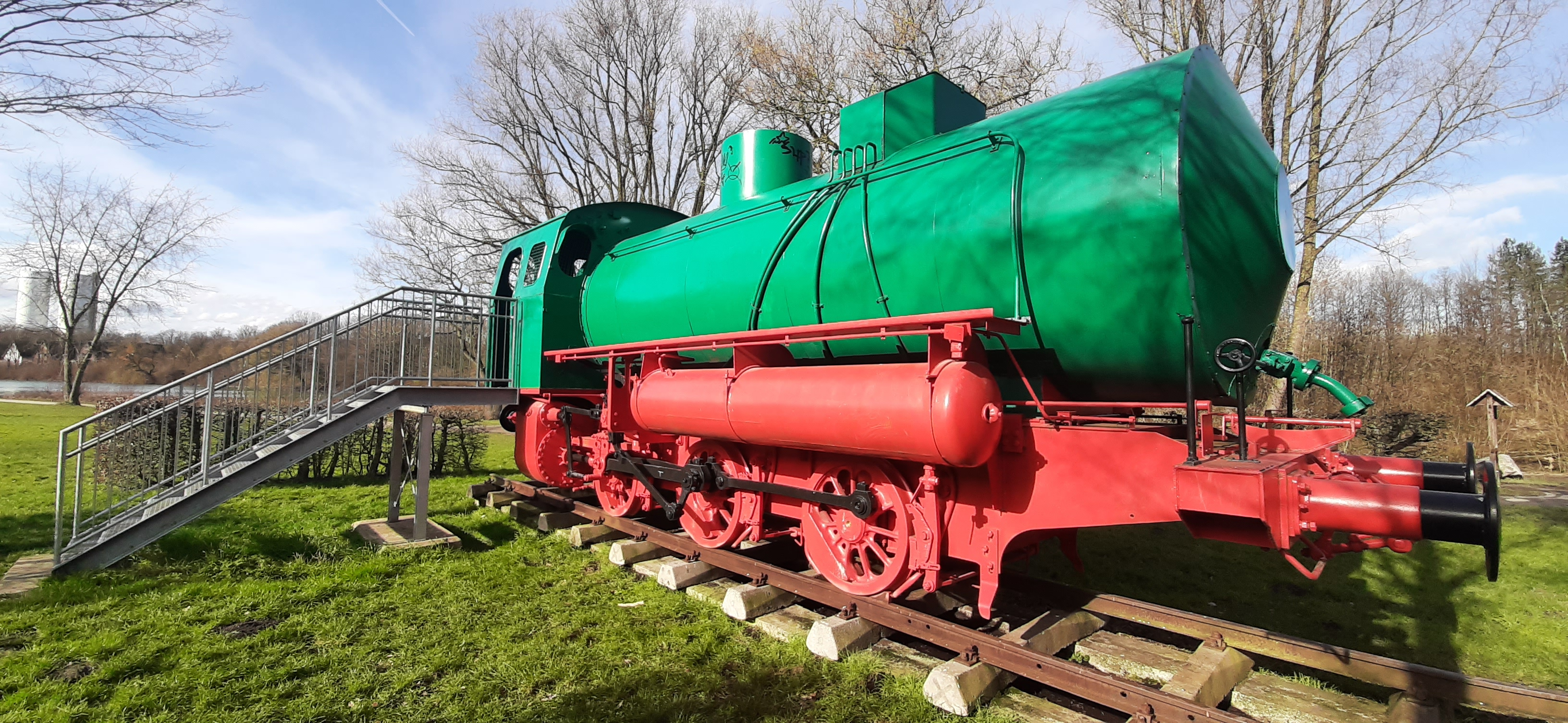
Dampfspeicherlokomotive mit begehbarem Führerstand

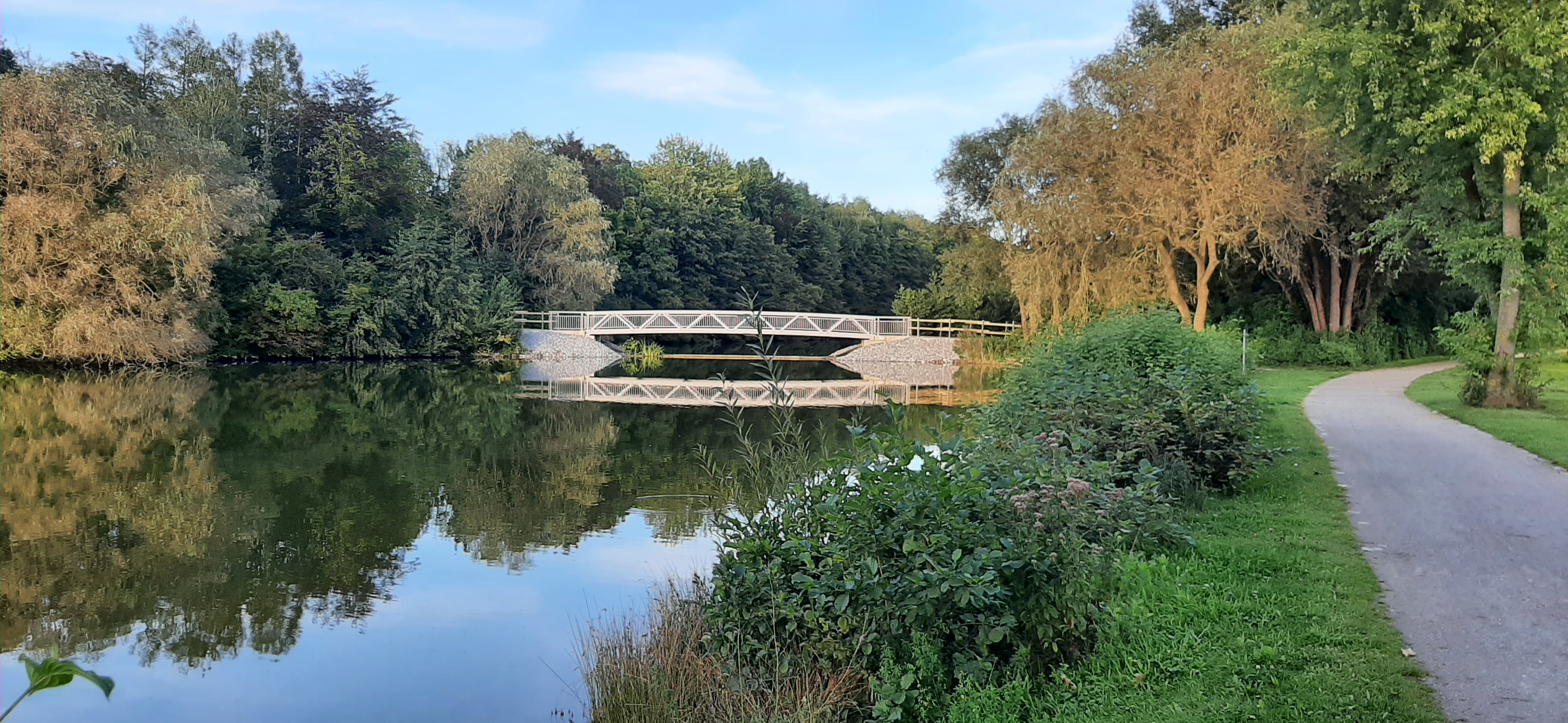
Phoenix-See

Im Zentrum des Parks befindet sich ein großer Spielplatz für Kinder verschiedener Altersstufen und ein Kiosk mit öffentlichen Toiletten und einer Ladestation für E-Bikes, welcher in den Sommermonaten an Wochenenden und Feiertagen bei gutem Wetter geöffnet hat. Daran angeschlossen befindet sich eine kostenlos zugängliche 18-Loch Minigolfanlage die immer zugänglich ist.
In der Nähe des Phoenix-Sees steht eine alte Dampfspeicherlokomotive, deren Führerstand begehbar ist.
Am Parkplatz an der Straße am Kollenbach wurde 2023 eine ca. 2.100 m² große, umzäunte, Hundefreilauffläche eröffnet. Diese ist ebenfalls jederzeit frei zugänglich.
Weitere Sportmöglichkeiten bieten:
frei zugänglich:
- zwei Sandplätze für Beachvolleyball oder Badminton

- große Wiesen für individuelle Sport- und Erholungsmöglichkeiten

- eine Skatebordanlage

- ein Discgolf-Parcours mit 12 Bahnen (turniertauglich)

nicht frei zugänglich:
- eine Outdoor-Kletteranlage des Deutschen Alpenvereins (turniertauglich)

Das Ausleihen von Minigolfschlägern und Frisbees ist im Kiosk möglich.
Der Phoenix-See wird von einem Angelsportverein betreut und teilweise auch von einem Schiffsmodellclub aus Ahlen genutzt. Das Baden im See ist nicht erlaubt.

## Veranstaltungen
Im Phoenix Park werden auch öffentliche Veranstaltungen wie z. B. Konzerte durchgeführt.
Eine feste Institution sind die seit 1976 in den Sommerferien stattfindenden Ferienspieltage für Kinder ab 6 Jahren. Über eine Woche werden hier verschiedene Events wie Bastelaktionen, Sport, Hüttenbauen oder Zeltlager angeboten.